# Стара Кривая
45°40′ пн. ш. 17°28′ сх. д. / 45.66° пн. ш. 17.46° сх. д.
Стара Кривая (хорв. Stara Krivaja) — населений пункт у Хорватії, в Б'єловарсько-Білогорській жупанії у складі громади Джуловаць.

## Населення
Населення за даними перепису 2011 року становило 0 осіб.
Динаміка чисельності населення поселення: